# Pleopeltis muenchii
Pleopeltis muenchii är en stensöteväxtart som först beskrevs av Christ, och fick sitt nu gällande namn av Alan Reid Smith. Pleopeltis muenchii ingår i släktet Pleopeltis och familjen Polypodiaceae. Inga underarter finns listade.